# Станек, Томаш
Томаш Станек (чеш. Tomáš Staněk; род. 13 июня 1991, Прага, Чехословакия) — чешский легкоатлет, специализирующийся в толкании ядра. Чемпион Европы в помещении. Бронзовый призёр чемпионата мира в помещении (2018). Серебряный призёр чемпионата Европы в помещении 2017 года. Четырёхкратный чемпион Чехии. Участник летних Олимпийских игр 2016 года.

## Биография
В юношеские годы параллельно тренировал толкание ядра, метание диска и копья. Окончательно определиться со специализацией ему удалось достаточно поздно, когда он попал в группу к Петру Стеглику. Международный дебют Станека пришёлся на молодёжный чемпионат Европы 2013 года, где он стал пятым. После этого турнира он изменил технику толкания ядра, перейдя к способу кругового маха.
В 2014 году впервые в карьере показал результат выше 20 метров и отобрался на чемпионат мира в помещении, где занял 12-е место. Участвовал в летних чемпионатах Европы и мира, где не смог преодолеть квалификацию, уступая своим лучшим результатам сезона более метра.
Зимой 2016 года толкнул ядро за 21 метр, установив личный рекорд 21,30 м. Однако спустя две недели на чемпионате мира в помещении в американском Портленде вновь оказался далёк от этого результата, став 16-м с попыткой на 19,46 м.
На Олимпийских играх 2016 года в Рио-де-Жанейро занял 20-е место по итогам квалификации и не смог отобраться в основные соревнования.
Первого крупного успеха в карьере добился в 2017 году, когда на зимнем чемпионате Европы стал серебряным призёром с лучшим результатом в карьере, 21,43 м.
В летнем сезоне 2017 года продолжил улучшать свои личные рекорды. В июне на соревнованиях в Германии он впервые отправил ядро за 22 метра — 22,01 м. Он стал первым толкателем в истории Чехии, преодолевшим этот рубеж. Предыдущий национальный рекорд Ремигиуса Махуры Станек улучшил на 8 сантиметров. По ходу сезона регулярно показывал результаты за 21 метр. На командном чемпионате Европы занял первое место и повторил рекорд соревнований — 21,63 м. Был близок к пьедесталу на чемпионате мира, но с попыткой на 21,41 м остался четвёртым, уступив бронзовому призёру Стипе Жуничу всего 5 сантиметров. Спустя 9 дней после финала мирового первенства вновь повторил свой рекорд страны (22,01 м). С мая по август 2017 года Станек выступил на 18 стартах, на 15 из которых показал результаты за 21 метр.
В феврале 2018 года на турнире в Дюссельдорфе побил рекорд Чехии в помещении — 22,17 м. Этот результат на тот момент был девятым в мировой истории толкания ядра в залах и уступал мировому рекорду 49 сантиметров. На чемпионат мира в помещении, который состоялся спустя месяц, Станек приехал в качестве лидера сезона, но показал свой худший результат с начала года (21,44 м). Тем не менее, этого результата оказалось достаточно для завоевания бронзовой медали.
На Чемпионате Европы в помещении в польскому Торуне в марте 2021 года завоевал золотую медаль чемпионата континента с результатом 21,62 метра.
Закончил Чешский агротехнический университет в Праге с дипломом в области бизнеса и управления.

## Основные результаты
| Год  | Турнир                          | Место проведения          | Место        | Результат |
| ---- | ------------------------------- | ------------------------- | ------------ | --------- |
| 2013 | Чемпионат Европы среди молодёжи | Тампере, Финляндия        | 5-е          | 19,18 м   |
| 2014 | Чемпионат мира в помещении      | Сопот, Польша             | 12-е (квал.) | 20,06 м   |
| 2014 | Командный чемпионат Европы      | Брауншвейг, Германия      | 6-е          | 19,52 м   |
| 2014 | Чемпионат Европы                | Цюрих, Швейцария          | 14-е (квал.) | 19,61 м   |
| 2015 | Чемпионат Европы в помещении    | Прага, Чехия              | — (квал.)    | NM        |
| 2015 | Чемпионат мира                  | Пекин, Китай              | 19-е (квал.) | 19,64 м   |
| 2016 | Чемпионат мира в помещении      | Портленд, США             | 16-е         | 19,46 м   |
| 2016 | Олимпийские игры                | Рио-де-Жанейро, Бразилия  | 20-е (квал.) | 19,76 м   |
| 2017 | Чемпионат Европы в помещении    | Белград, Сербия           | 2-е          | 21,43 м   |
| 2017 | Командный чемпионат Европы      | Лилль, Франция            | 1-е          | 21,63 м   |
| 2017 | Чемпионат мира                  | Лондон, Великобритания    | 4-е          | 21,41 м   |
| 2018 | Чемпионат мира в помещении      | Бирмингем, Великобритания | 3-е          | 21,44 м   |